# Hōjō Takatoki
Hōjō Takatoki est un nom japonais traditionnel ; le nom de famille (ou le nom d'école), Hōjō, précède donc le prénom (ou le nom d'artiste).
Hōjō Takatoki (北条 高時, 1303-23 mai 1333) est le dernier tokusō et shikken de facto du shogunat de Kamakura, les précédents dont l'avant-dernier, Hōjō Morotoki, étant ses marionnettes. Membre du clan Hōjō, il est le fils de Hōjō Sadatoki.

## Biographie
Takatoki devient shikken à l'âge de huit ans, aussi la réalité du pouvoir réside-t-elle entre les mains d'Adachi Tokiaki, sa grand-mère, et de Nagasaki Takasuke, un ministre qui lui est attaché. Takatoki tombe malade en 1326 à l'âge de vingt-trois ans, peu de temps après avoir commencé à exercer lui-même le pouvoir. Le shogunat est alors miné et va s'effondrer d'ici quelques années. Takatoki se retire et devient moine bouddhiste, tout en conservant une certaine influence à la cour. Cette même année, le gouvernement shogunal demande à l'empereur Go-Daigo d'abdiquer en faveur de son successeur afin de poursuivre la tradition de l'empereur cloîtré et l'alternance des branches de la famille impériale au sein de la lignée de succession. Go-Daigo choisit de maintenir la règle et la polémique qui s'ensuit amène aux guerres de Nanboku-chō durant lesquelles les agents des deux branches familiales impériales s'engagent dans une guerre déclarée.
George Sansom qualifie cette manœuvre du shogunat d'« erreur fatale » et décrit Takatoki comme étant « rarement sain d'esprit, au jugement médiocre, à la conduite erratique. Il se livrait à des extrêmes de luxe et de débauche […] » et en se retirant, transmet ses pouvoirs à « certains adjoints indignes ». En 1331, quand les événements commencent à atteindre un point extrême, Takatoki se dispute avec son conseiller Nagasaki sur la façon de réagir au « complot de Burei-kō » dans lequel des membres du clan Hino, fidèles à Go-Daigo, conspirent contre le shogunat. Ce n'est que l'un des nombreux événements qui mènent à l'éclatement de la guerre, et les conflits au sein de l'administration shogunale, entre Takatoki et d'autres, entraînent des réactions lentes et inadéquates face à ces situations. Fortement soutenu par Takatoki, Ashikaga Takauji est bientôt placé à la tête des armées du shogunat afin de se mobiliser contre les partisans de Go-Daigo. Ce soutien et cette confiance s'avèrent bien mal avisés car Takauji utilise bientôt ces mêmes armes contre Kamakura, mettant à bas le gouvernement Minamoto/Hōjō et établissant son propre shogunat Ashikaga.
Takatoki se suicide avec sa famille durant le siège de Kamakura en 1333, un des épisodes les plus dramatiques de cette guerre, quand les forces du clan Ashikaga incendient Kamakura, mettant un terme à l'existence du shogunat.

## Source de la traduction
- (en) Cet article est partiellement ou en totalité issu de l’article de Wikipédia en anglais intitulé « Hōjō Takatoki » (voir la liste des auteurs).